# Paganini (operett)
Paganini är en operett i tre akter med musik av Franz Lehár och libretto av Paul Knepler och Béla Jenbach. Operetten handlar om violinvirtuosen Niccolò Paganini och den hade premiär den 30 oktober 1925 på Johann Strauß-Theater i Wien. Den tyska premiären ägde rum i januari 1926 med tenoren Richard Tauber (Paganini) och sopranen Vera Schwarz (Anna Elisa) på Deutsches Künstlertheater i Berlin.

## Historia
År 1923 gav Knepler sin vän Lehár texten till en operett om violinvirtuosen Niccolò Paganini. Lehár började genast att komponera. Knepler hade själv satt musik till en del av texten men när han märkte hur intresserad Lehár blev bestämde han sig för att istället finputsa texten tillsammans med Jenbach. Den 30 oktober 1925 hade operetten premiär i Wien men kritiken var ljum. Bättre gick det i Berlin med tenoren Richard Tauber i huvudrollen. Det var tänkt att Tauber skulle ha sjungit huvudrollen redan i Wien men Taubers kontrakt krävde att han befann sig i Stockholm vid tiden för premiären i Wien.
Operetten togs emot så svalt i Wien att impressarion Heinz Saltenberg i Berlin var tveksam att sätta upp den på Deutsches Künstlertheater om han inte fick förlustgarantier. Tauber och Schwarz gjorde den till en stor succé i Berlin, där den spelades i tre månader. Det var den första operetten som Lehár skrev speciellt för Tauber, som tidigare hade spelat i kompositörens Zigeunerliebe 1920 Frasquita 1922 med stor framgång. En nypremiär sattes upp i Berlin på Theater des Westens i april 1930, åter med Tauber och Schwarz, och med kompositören själv som dirigent.
I Sverige spelades operetten första gången hösten 1926 på Storan i Göteborg i översättning av Nalle och Anita Halldén. I Stockholm dröjde det till den 28 mars 1934 innan verket sattes upp och då på Oscarsteatern med operasångaren David Stockman som Paganini.

## Personer
- Maria Anna Elisa, furstinna av Lucca och Piombino (Mezzosopran), Syster till Napoleon
- Furste Felice Baciocchi, hennes make
- Niccolò Paganini (Tenor)
- Bartucci, hans impresario
- Greve Hédouville, General i Napoleons tjänst
- Marchese Giacomo Pimpinelli, Kammarherre (Tenor)
- Gräfin de Laplace, Hovdam
- Bella Giretti, Primadonna på den furstliga operan i Lucca (Subrett)

## Handling

### Akt I
Paganini, åtföljd av sin impressario Bartucci, besöker småstaden Lucca för att spela. Staden är delad i två läger angående virtuosen. Kvinnorna är som hypnotiserade av hans spel medan männen är skeptiska. Furstinnan Anna Elisa hör Paganinis spel på avstånd och förtjusas. Men furstinnans make har nekat Paganini att få spela i staden. Ett gräl uppstår mellan de furstliga makarna. Anna Elisa hotar att avslöja makens otrohet med primadonnan Bella Giretti om inte Paganini får spela sin konsert. Fursten har inget annat val än att tillåta spelandet.

### Akt II
Paganini har förlorat i kortspel och blivit av med sin värdefulla Stradivarius till Pimpinelli. Denne lovar att återlämna violinen om Paganini vill avslöja hur han lyckas förföra kvinnorna. Pimpinelli prövar lyckan men utan succé. Ryktet om furstinnans flirt med Paganini har nått Paris och till hennes broder, kejsare Napoleon. Denne sänder greve Hédouville till Lucca med ordern att Paganini måste lämna staden genast. Furstinnan vägrar acceptera ordern. Trots sin kärlek till Anna Elisa har Paganini även tid med andra kvinnor, såsom Bella. Han tillägnar henne den kärlekssång han en gång skrev till Anna Elisa. Då furstinnan vill utvisa primadonnan från hovet visar hon Paganinis sång. Anna Elisa ber greven att arrestera Paganini mitt under konserten. Paganini varnas av Bella men ignorerar varningen. Han börjar spela med sådan passion att Anna Elisa glömmer sin ilska och blir kär på nytt. Inför hela hovet svär hon kärlek till honom och de lämnar salen tillsammans.

### Akt III
I en smugglarhåla befinner sig Pimpinelli och Bella. Paganini kommer oväntat in. Han ska smugglas över gränsen. Han försäkrar för impressarion att hans enda kärlek är violinen. Furstinnan har följt efter Paganini förklädd till gatusångerska. Paganini känner omedelbart igen hennes röst. Han försäkrar henne att han älskar henne men att han måste ge sig av och förbli ensam.

## Musiknummer
- Nr. 1 Violinsolo & orkester
- Nr. 2 Mein lieber Freund, ich halte viel auf Etikette (Entrésång: Anna Elisa med kör)
- Nr. 3 Schönes Italien (Paganinis sång)
- Nr. 4 Was ich denke, was ich fühle (Duett Anna Elisa - Paganini)
- Nr. 5 So ein Mann ist eine Sünde Wert (Anna Elisas sång)
- Nr. 6 Mit den Frauen auf du und du (Duett Pimpinelli - Bella)
- Nr. 7 Final I (Alla)
- Nr. 8 Introduktion: Wenn keine Liebe wär (Bella, Paganini, Pimpinelli, kör)
- Nr. 9 Gern hab ich die Fraun geküsst (Paganinis sång)
- Nr. 10 Deinen süßen Rosenmund (Duett Anna Elisa - Paganini)
- Nr. 11 Einmal möcht ich was Närrisches tun (Duett Bella - Pimpinelli)
- Nr. 12 Niemand liebt dich so wie ich (Duett Anna Elisa - Paganini)
- Nr. 13 Liebe du Himmel auf Erden (Anna Elisas sång)
- Nr. 14 Final 2 (Alla)
- Nr. 15 Neapolitansk sång och dans: Liegen um Mitternacht alle Bürger schnarchend im Schlaf (kör)
- Nr. 16 Schnapslied: Wenn man das letzte Geld verlumpt (Beppo - kör)
- Nr. 17 Melodram & Reminiscens: Ja meine Geige lieb ich immerdar (Paganini)
- Nr. 18 Wir gehen ins Theater (Dansduett Bella - Pimpinelli)
- Nr. 19 Wo meine Wiege stand ich weiß es nicht - Wer will heut mein Liebster sein (Sång och tarantella: Anna Elisa)
- Nr. 20 Final III (Finaletto) Du bist geflohen - Du darfst keiner Frau gehören (Anna Elisa - Paganini - Bartucci)